# Sipalolasma arthrapophysis
Espèce
Synonymes
- Sasonicus arthrapophysis Gravely, 1915

Sipalolasma arthrapophysis est une espèce d'araignées mygalomorphes de la famille des Barychelidae.

## Distribution
Cette espèce est endémique d'Inde.

## Publication originale
- Gravely, 1915 : Notes on Indian mygalomorph Spiders. Records of the Indian Museum, vol. 11, p. 257-287 (texte intégral).